# Kiese
'Kiese' est un cultivar de rosier obtenu en 1910 par le rosiériste allemand Hermann Kiese. Cet hybride de Rosa canina est largement commercialisé aujourd'hui et apprécié pour sa floraison abondante.

## Description
Ce rosier pentaploïde est issu d'un croisement Rosa canina x 'Général Jacqueminot' (Roussel 1853). Il se présente sous la forme d'un arbuste dense pouvant atteindre 250 cm de hauteur aux branches presque inermes. Les fleurs simples ou semi-doubles légèrement parfumées sont d'un rose foncé virant au rouge carmin. La floraison non remontante a lieu à la fin du printemps et au début de l'été.
Sa zone de rusticité est de 6b à 9b. Il est donc résistant aux hivers froids.

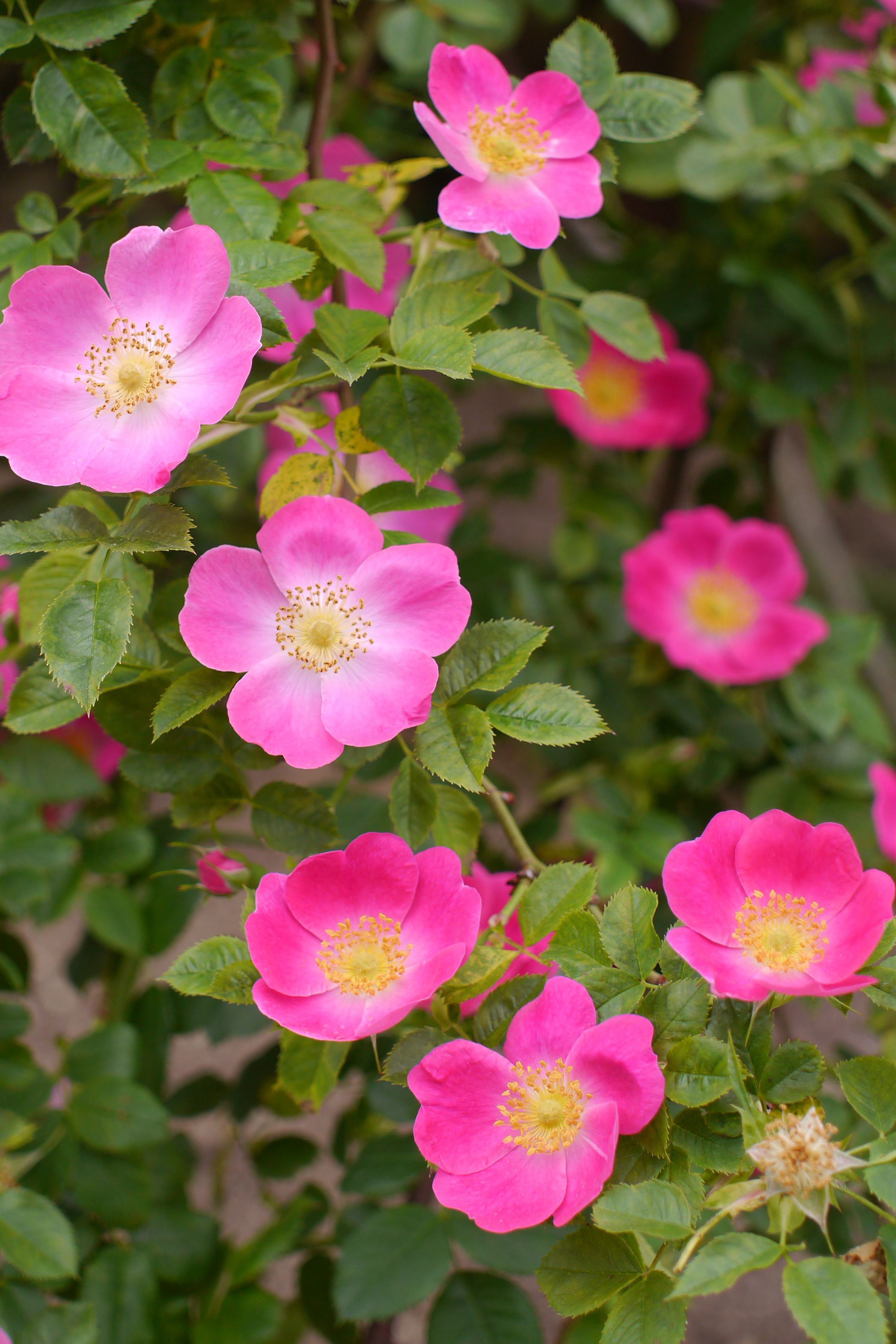
Buisson de rose 'Kiese' au Japon.

On peut notamment l'admirer à la roseraie de Dresde, en Allemagne.